# Trinidad y Tobago en los Juegos Paralímpicos de París 2024
Trinidad y Tobago estuvo representado en los Juegos Paralímpicos de París 2024 por un deportista masculino.

## Medallistas
El equipo paralímpico trinitense obtuvo las siguientes medallas:
| Nombre        | Deporte   | Evento              |
| ------------- | --------- | ------------------- |
| Oro           |           |                     |
| —             |           |                     |
| Plata         |           |                     |
| Akeem Stewart | Atletismo | Disco F64 masculino |
| Bronce        |           |                     |
| —             |           |                     |